# Associazione Nazionale Cooperative di Consumatori-Coop
L'Associazione Nazionale Cooperative di Consumatori-Coop (ANCC-COOP) è l'associazione di rappresentanza politico-istituzionale delle cooperative di consumatori.

## Attività
Tra le attività dell'Associazione Nazionale delle Cooperative di Consumatori-Coop:
- rappresentare le Cooperative aderenti presso enti, istituzioni ed associazioni di varia natura a livello nazionale e internazionale
- tutelare gli interessi e la buona reputazione delle Cooperative aderenti
- favorire lo sviluppo della Cooperazione di Consumatori, in applicazione dell'art. 45 della Costituzione Italiana
- rappresentare gli interessi dei consumatori ai fini della promozione e tutela dei loro diritti
- favorire il confronto tra le Cooperative associate ed enti esterni, associativi e/o istituzionali, nei campi di interesse e competenza
- vigilare sui comportamenti delle imprese associate sotto il profilo delle coerenze valoriali e sul rispetto della Carta dei Valori delle Cooperative di Consumatori
- adottare e promuovere presso le imprese associate politiche di pari opportunità volte a rimuovere gli ostacoli che impediscono l'uguaglianza di genere e a favorire un'idonea partecipazione agli organi sociali del genere non adeguatamente rappresentato, anche attraverso la definizione di quote minime riservate;
- rappresentare le imprese aderenti nei rapporti con le organizzazioni sindacali dei lavoratori, intervenendo nella stipulazione dei contratti collettivi in conformità con gli indirizzi espressi dalle Cooperative.

## Organi dell'Associazione
L'ANCC-COOP si articola nei seguenti organi:
- l'Assemblea Nazionale dei Delegati
- la Direzione
- la Presidenza
- l'Ufficio di Presidenza
- il Presidente
- il Revisore Unico
- il Comitato dei Garanti.